# Arrondissement de Melun
L'arrondissement de Melun est une division administrative française, située dans le département de Seine-et-Marne et la région Île-de-France.

## Composition

### Composition avant 2015

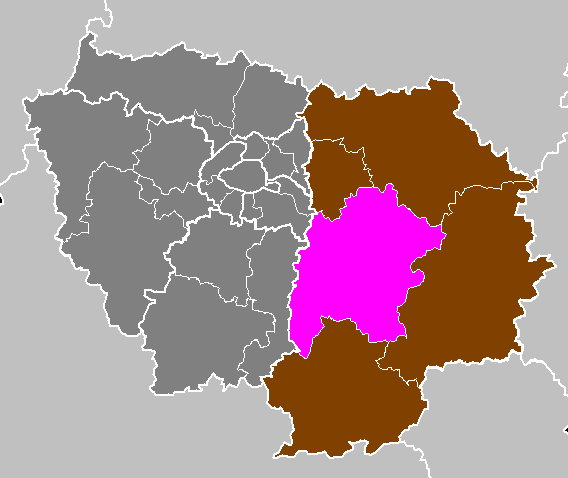
Localisation de l'arrondissement avant 2015.

Liste des 10 cantons de l'arrondissement de Melun :
- canton de Brie-Comte-Robert
- canton du Châtelet-en-Brie
- canton de Combs-la-Ville
- canton du Mée-sur-Seine
- canton de Melun-Nord
- canton de Melun-Sud
- canton de Mormant
- canton de Perthes
- canton de Savigny-le-Temple
- canton de Tournan-en-Brie

### Découpage communal depuis 2015
Depuis 2015, le nombre de communes des arrondissements varie chaque année soit du fait du redécoupage cantonal de 2014 qui a conduit à l'ajustement de périmètres de certains arrondissements, soit à la suite de la création de communes nouvelles. Le nombre de communes de l'arrondissement de Melun est ainsi de 91 en 2015, 91 en 2016 et 59 en 2017.
Au 1er janvier 2024, l'arrondissement groupe les 59 communes suivantes :
1. Andrezel
2. Argentières
3. Beauvoir
4. Blandy
5. Boissettes
6. Boissise-la-Bertrand
7. Boissise-le-Roi
8. Bombon
9. Cesson
10. Champdeuil
11. Champeaux
12. Le Châtelet-en-Brie
13. Châtillon-la-Borde
14. Chaumes-en-Brie
15. Combs-la-Ville
16. Coubert
17. Courquetaine
18. Crisenoy
19. Dammarie-les-Lys
20. Échouboulains
21. Les Écrennes
22. Évry-Grégy-sur-Yerre
23. Féricy
24. Fontaine-le-Port
25. Fouju
26. Grisy-Suisnes
27. Guignes
28. Lieusaint
29. Limoges-Fourches
30. Lissy
31. Livry-sur-Seine
32. Machault
33. Maincy
34. Le Mée-sur-Seine
35. Melun
36. Moisenay
37. Moissy-Cramayel
38. Montereau-sur-le-Jard
39. Nandy
40. Ozouer-le-Voulgis
41. Pamfou
42. Pringy
43. Réau
44. La Rochette
45. Rubelles
46. Saint-Fargeau-Ponthierry
47. Saint-Germain-Laxis
48. Saint-Méry
49. Savigny-le-Temple
50. Seine-Port
51. Sivry-Courtry
52. Soignolles-en-Brie
53. Solers
54. Valence-en-Brie
55. Vaux-le-Pénil
56. Vert-Saint-Denis
57. Villiers-en-Bière
58. Voisenon
59. Yèbles

## Démographie
En 2022, l'arrondissement comptait 294 174 habitants.
| 1968    | 1975    | 1982    | 1990    | 1999    | 2006    | 2011    | 2016    | 2021    |
| ------- | ------- | ------- | ------- | ------- | ------- | ------- | ------- | ------- |
| 134 180 | 189 002 | 227 162 | 284 972 | 312 257 | 331 048 | 276 917 | 278 808 | 289 693 |

| 2022    | - | - | - | - | - | - | - | - |
| ------- | - | - | - | - | - | - | - | - |
| 294 174 | - | - | - | - | - | - | - | - |

## Administration
L'arrondissement est administré par le secrétaire général de la préfecture.
| Période | Période | Identité           | Fonction précédente | Observation |
| ------- | ------- | ------------------ | ------------------- | ----------- |
|         |         |                    |                     |             |
|         | 2014    | Serge Gouteyron    |                     |             |
| 2014    | 2019    | Nicolas de Maistre |                     |             |
|         |         |                    |                     |             |